# Lycée Pierre-Corneille (La Celle-Saint-Cloud)
Pour les articles homonymes, voir Lycée Pierre-Corneille.
Le lycée Pierre-Corneille est un lycée d'enseignement polyvalent français situé à La Celle-Saint-Cloud dans le département des Yvelines.
Il dépend de l'Académie de Versailles.
Il y forme des élèves de la seconde jusqu’à la terminale ainsi que des BTS.
En 2019, le lycée accueillait 1 537 élèves.

## Localisation
L'établissement est situé à La Celle-Saint-Cloud dans le département des Yvelines,.

## Formations dispensées
Il forme des élèves de la seconde jusqu’à la terminale ainsi que des BTS. 
En 2017, il existait : 
– 12 classes de seconde générales ;
– 8 classes de filière S (option SVT) ;
– 4 classes de filière S (option SI) ;
– 8 classes de filières ES ;
– 1 classes de filières L ;
– 4 classes de filière STMG ;
– 14 classes de filière PRO.

## Classement du lycée
En 2015, le lycée se classe 102e sur 290 au niveau de l'Académie de Versailles et 24e sur 51 au niveau départemental quant à la qualité d'enseignement.
Ce classement s'établit sur trois critères : le taux de réussite au baccalauréat, la proportion d'élèves de première qui obtient le baccalauréat en ayant fait les deux dernières années de leur scolarité dans l'établissement, et la valeur ajoutée (cette valeur ajoutée est calculée à partir de l'origine sociale des élèves, de leur âge et de leurs résultats au diplôme national du brevet).

## Anciens élèves
Julie Depardieu, actrice française, y a été élève[réf. nécessaire].

## Initiatives pédagogiques et technologiques

### Années 1970
En 1972, dans un objectif novateur d'initiation à l'informatique d'élèves et enseignants intéressés, le lycée Pierre-Corneille de La Celle Saint-Cloud a fait partie de l'opération ministérielle dite « Expérience des 58 lycées » : utilisation de logiciels, club informatique de lycée, pour l'enseignement de la programmation en langage LSE, et concernant 58 établissements de l'enseignement secondaire. En étroite coopération avec les ingénieurs concepteurs du LSE à l'École Supélec de Gif-sur-Yvette (depuis devenue École CentraleSupélec de Paris-Saclay), quelques enseignants fortement motivés du lycée jouèrent un rôle prédominant pour la mise au point de ce langage français informatique de programmation. Dans cette démarche, le lycée Pierre-Corneille fut donc le premier des 58 établissements à être doté d'un ensemble informatique expérimental en temps partagé, comprenant initialement : un mini-ordinateur français CII Mitra 15 avec disque dur, un lecteur de disquettes 8 pouces, plusieurs terminaux écrans claviers Sintra TTE, un téléimprimeur Teletype ASR-33 (en) et le langage LSE implémenté. Plusieurs professeurs du lycée, qui enseignaient des matières autres que l'informatique furent préalablement formés de manière lourde à la programmation : tous ces moyens ayant permis la mise en œuvre de cette démarche avant-gardiste sur le terrain, avec du matériel informatique ultra-moderne pour l'époque.